# Sinusia
La sinusia (o sinusía, del griego antiguo: συνουσα, συνουσία o ξυνουσα, 'unión', 'interacción', 'convivencia', 'unión en una esencia') se utiliza en filosofía para la acción conjunta con libre intercambio de conocimientos. El término fue acuñado por la Academia de Platón, y es descrito en su séptima carta (324a y sigs.). Esta forma de sinusia podría considerarse precursora de la ética hacker de la actualidad.

## En teología
La sinusía es la concepción teológica herética de los apolinarios intransigentes, precursora del monofisismo, según la cual, en Cristo, la naturaleza humana y la divina forman una sola sustancia, de modo que el Verbo es consustancial con el Padre también para su humanidad.

## En ecología
En sentido figurado, el término sinusia también es usado en ecología para denotar una comunidad de organismos vivos suficientemente próximos por su espacio vital, su comportamiento ecológico y su periodicidad para compartir el mismo entorno en un momento dado. En su mayoría caracterizados por sus formas de vida idénticas o similares, viviendo en un sintopo, es decir, una sección pequeña y delimitable del biotopo. Son subsistemas sin su propio ciclo de materiales o flujo de energía que están integrados en el ecosistema general. 
También puede designar a un "subconjunto de una comunidad ecológica definida por ser una muestra representativa de la estructura, composición y relación de las poblaciones involucradas", ocupando un espacio delimitado.
El término sinusia fue introducido en 1918 por Helmut Gams en la teoría de las comunidades vegetales, la fitozoenología.
En fitosociología, la sinusia vegetal designa la agrupación formada por los elementos de un solo estrato de vegetación. Por ejemplo, el Astragalus tragacantha forma una sinusia con otras especies vegetales. Numerosas observaciones certifican la formación de una sinusia (invierno) del astrágalo, especialmente con el braquípodo ramificado. Este astrágalo, denominado de Marsella es endémico del sureste de Francia y está protegido porque desempeña un papel ecológico importante en la protección de otras especies vegetales.
Otros ejemplos de sinusia pueden observarse en bosques caducifolios, con la capa de árboles, la capa de arbustos, la capa de hierbas, la sinusia de líquenes en los troncos y ramas de los árboles y la sinusia de musgo en la base de los troncos o en los tocones de los árboles.
Las formaciones vegetales podrían definirse como comunidades de orden superior, compuestas por una o varias sinusias, con fisionomías homogéneas.